# Discografia formației RBD
Discografie RBD este un loc unde se arată albumele și cântecele producte de trupa RBD.

## Discografie
| Rebelde                                     | Anul: 2004 Melodii: 01. Rebelde 02. Solo Quédate En Silencio 03. Otro Día Que Va 04. Un Poco De Tu Amor 05. Enséñame 06. Futuro Ex-Novio 07. Tenerte Y Quererte 08. Cuando El Amor Se Acaba 09. Santa No Soy 10. Fuego 11. Sálvame |
| Rebelde Edição Brasil                       | Anul: 2004 Melodii: 01. Rebelde 02. Fique Em Siléncio 03. Um Pouco Desse Amor 04. Enisina-Me 05. Querer-Te 06. Quando O Amor Acaba 07. Salva-Me 08. Otro Día Que Va 09. Futuro Ex-Novio 10. Santa No Soy 11. Fuego |
| Tour Generación RBD En Vivo                 | Anul: 2005 Melodii: 01. Rebelde 02. Otro Día Que Va 03. Medley 1: Me He Enamorado De Un Fan, No Sé Si Es Amor, Ámame Hasta Con Los Dientes, Rayo Rebelde, Baile Del Sapo, Me Vale. 04. Enséñame 05. Futuro Ex-Novio 06. A Rabiar 07. Una Canción 08. Medley 2: Cuando Baja La Marea, Te Quiero, Verano Peligroso, Devuelveme A Mi Chica, La Chica Del Bikini Azul, Viviendo De Noche, De Musica Ligera, Es Mejor Asi 09. Fuego 10. Sálvame 11. Tenerte Y Quererte 12. Un Poco De Tu Amor 13. Solo Quédate En Silencio 14. Rebelde (Version Cumbia)                       |
| Nuestro Amor                                | Anul: 2005 Melodii: 01. Nuestro Amor 02. Me Voy 03. Feliz Cumpleaños 04. Este Corazón 05. Así Soy Yo 06. Aún Hay Algo 07. A Tu Lado 08. Fuera 09. Qué Fue Del Amor 10. Qué Hay Detrás 11. Tras De Mí 12. Solo Para Tí 13. Una Canción 14. Liso Sensual 15. Nuestro Amor (Clip) |
| Nosso Amor                                  | Anul: 2005 Melodii: 01. Nosso Amor 02. Feliz Aniversário 03. Esse Coração 04. Venha De Novo Amor 05. Ao Seu Lado 06. Fora 07. O Que Houve Com O Amor 08. O Que Há por Trás 09. Atrás De Mim 10. Só Para Vocé 11. Uma Cançáo 12. Asi Soy Yo 13. Me Voy 14. Nuestro Amor (Clip) |
| Live In Hollywood                           | Anul: 2006 Melodii: 01. Tras De Mí (Version Acustica) 02. Me Voy (Version Acustica) 03. Nuestro Amor (Version Acustica) 04. Así Soy Yo (Version Acustica) 05. Qué Fué Del Amor (Version Acustica) 06. A Tu Lado (Version Acustica) 07. No Pares (Version Acustica) 08. Fuera (Version Acustica) 09. Solo Para Ti (Version Acustica) 10. Este Corazón (Version Acustica) 11. Aún Hay Algo (Version Acustica) 12. Qué Hay Detrás (Version Acustica) 13. Feliz Cumpleaños (Version Acustica) 14. Solo Quédate En Silencio (Hollywood Version) 15. No Pares (Studio Version) |
| Celestial                                   | Anul: 2006 Melodii: 01. Tal Vez Después 02. Ser O Parecer 03. Dame 04. Celestial 05. Quizá 06. Bésame Sin Miedo 07. Tu Dulce Voz 08. Algún Día 09. Me Cancé 10. Aburrida Y Sola 11. Es Por Amor 12. Quisiera Ser 13. Rebels (Promo) |
| Celestial Versão Brasil                     | Anul: 2006 Melodii: 01. Ser Ou Parecer 02. Celestial 03. Talvez Depois 04. Me Dar 05. Me Cansei 06. Sua Doce Voz 07. Beija-Me Sem Medo 08. Quem Sabe 09. Es Por Amor 10. Aburrida Y Sola 11. Algún Día |
| Rebels                                      | Anul: 2006 Melodii: 01. Tu Amor 02. Wanna Play 03. My Philosophy 04. Connected 05. I Wanna Be The Rain 06. Cariño Mio 07. Era La Musica 08. Keep It Down Low 09. Happy Worst Day 10. This Is Love 11. Save Me 12. Money Money 13. Tu Amor (Navidad Mix) 14. Celestial (Promo) |
| La Familia                                  | Anul: 2007 Melodii: 01. Quiero Poder 02. Rebelde 03. Enisina-Me 04. Qué Hay Detrás (Version Acustica) 05. Asi Soy Yo 06. Qué Fue Del Amor 07. Futuro Ex-Novio 08. Save Me 09. Este Corazón (Version Acustica) 10. Una Canción 11. Detrás De "Quiero Poder" (Video) |
| Grandes Éxitos De RBD En Karaoke para tu PC | Anul: 2007 Melodii: 40 melodii format mp3, karaoke, pentru PC. |
| Greatest Hits                               | Anul: 2007 Melodii: 01. Wanna Play 02. Quiero Poder 03. Bésame Sin Miedo 04. Tu Amor 05. Ser O Parecer 06. Este Corazón 07. Celestial 08. Sálvame 09. I Wanna Be The Rain 10. Solo Quédate En Silencio 11. Nuestro Amor 12. Aún Hay Algo 13. Un Poco De Tu Amor 14. Tras De Mí 15. No Pares (Version Acustica) 16. Mexico, Mexico 17. Una Canción (Studio Version) 18. A Rabiar 19. Quizá 20. Rebelde 21. Money, Money 22. Campana Sobre Campana 23. Let The Music Play 24. Gone                                                                                         |
| Empezar Desde Cero                          | Anul: 2007 Melodii: 01. Empezar Desde Cero 02. Y No Puedo Olvidarte 03. Inalcanzable 04. No Digas Nada 05. El Mundo Detrás 06. Hoy Que Te Vas 07. Llueve En Mi Corazon 08. Fui La Niña 09. A La Orilla 10. Amor Fugaz 11. Sueles Volver(Christopher) 12. Si No Estas Aqui(Poncho) 13. Extrana Sensasion |
| Para Olvidarte de Mi                        | Anul: 2009 Melodii: 01. Camino Al Sol 02. Mirame 03. Para Olvidarte de Mi 04. Quien Te Crees 05. Este Donde Este 06. Mas Tuya que Mia(dulce Maria) 07. Hace un instante 08. Desaparecio 09. Olvidar 10. Yo Vivo por Ti 11. Lagramas Perdidas(Dulce Maria) 12. Puedes Ver Pero No Tocar 13. Adios |